# Zilverstrand (Almere)

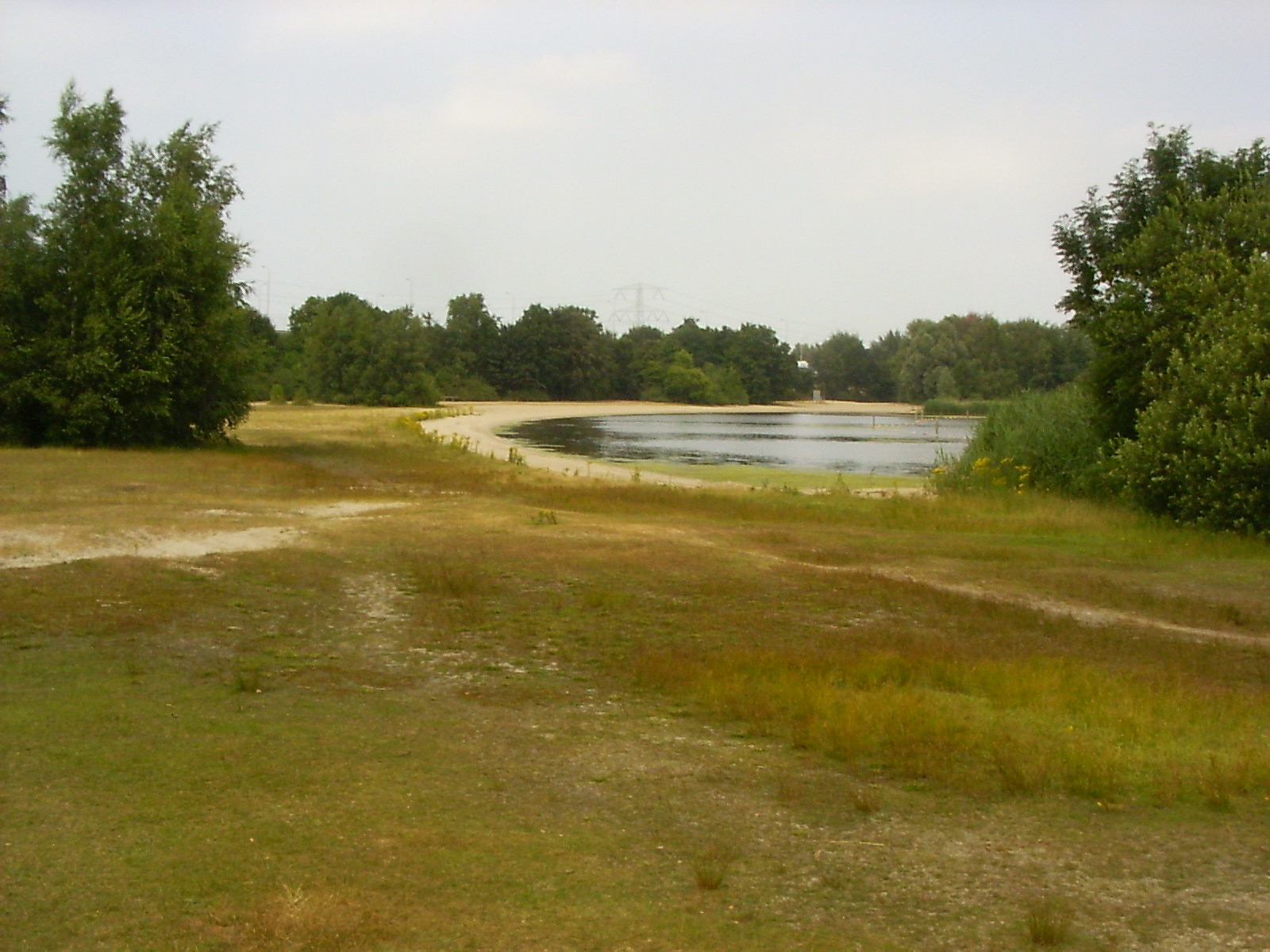
Zilverstrand

Het Zilverstrand is een recreatiegebied ten zuiden van Almere. Het recreatiegebied ligt ten oosten van de A6 en de brug over het Gooimeer (Hollandse Brug). Aan de andere zijde van de brug ligt het Almeerderstrand en aan de overzijde van het Gooimeer ligt het Naarderbos.
Het Zilverstrand is vooral bekend vanwege de aanwezigheid van een naaktstrand.
Het recreatiegebied kwam regelmatig in het nieuws vanwege het bedrijven van seks door bezoekers, en vanwege extra politiesurveillances om dat tegen te gaan.
Het Zilverstrand is tot medio 2017 gesloten in verband met de bouw van de tweede Hollandse Brug en verbreding van de snelweg A6.